# Wi Ha-joon
Dans ce nom coréen, le nom de famille, Wi, précède le nom personnel.
Pour les articles homonymes, voir Wi.
Wi Hyun-yi, dit Wi Ha-joon (hangeul : 위하준 ; RR : Wi Hajun ; MR : Wi Hajun), est un acteur et mannequin sud-coréen, né le 5 août 1991 à Soan-myeon (Jeolla du Sud).
Il est surtout connu, en France, pour ses rôles dans les films Gonjiam: Haunted Asylum (2018) et Midnight Silence (2021), ainsi que dans les séries télévisées Squid Game (2021) et La Créature de Kyŏngsŏng (2023).

## Biographie

### Jeunesse
Wi Hyun-yi (hangeul : 위현이 ; RR : Wi Hyeoni ; MR : Wi Hyŏni) naît le 5 août 1991 à Soan-myeon, dans le district de Wando (Jeolla du Sud), où il grandit dans une ferme familiale. Jeune, il rêve d'être acteur, surtout jouer un méchant,.
Adolescent, il fréquente le département de théâtre et de cinéma à l'université Sungkyul (en), à Anyang (Gyeonggi).

### Carrière
Wi Hyun-yi commence sa carrière en 2012, dans un court métrage, intitulé Peace in Them, avant d'obtenir un rôle de la version jeunesse de Woo-gon (alors interprété par Uhm Tae-goo) et de commencer, par « coïncidence », au jour de son anniversaire, le tournage de son tout premier long métrage Coin Locker Girl (2015) de Han Jun-hee.
En 2016, il fait ses débuts à la télévision, apparaissant dans le rôle du journaliste pour magazine dans la série de thriller Goodbye Mr. Black : son jeu d'acteur est « captivant ».
En 2018, il obtient son rôle principal, celui du chef d'un groupe de jeunes qui va vivre une expérience à l'hôpital psychiatrique, dans le film d'horreur Gonjiam: Haunted Asylum de Jeong Beom-sik.
En août 2019, il est confirmé pour interpréter un rôle principal, celui d'un méchant, aux côtés de Jin Ki-joo, incarnant une sourde, pour le thriller policier Midnight Silence (2021) de Kwon Oh-seung.
En juin 2020, il est choisi pour incarner l'inspecteur Hwang Jun-ho, infiltrant le jeu de survie en se déguisant lui-même en garde masqué et révélant que le jeu est localisé sur une île éloignée et abandonnée, dans la série énigmatique Squid Game pour Netflix. Bien que cette série ait rencontrée un succès mondial, il reprend le rôle pour la deuxième saison (2024).

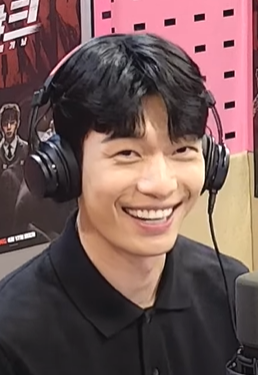
Wi Ha-joon en 2021.

En juin 2021, il joue un champion d'arts martiaux mixtes et mentor d'un étudiant, victime de violences scolaires, dans le téléfilm d'action Shark: The Beginning de Chae Yeo-joon, adapté du webtoon Shark (샤크) de Kim Woo-seop, populaire en Corée du Sud, et diffusé sur la plateforme TVING. En octobre, il s'est vu proposer un rôle pour la série dramatique Little Women (2022) et, en novembre suivant, un autre rôle pour la série fantastique La Créature de Kyŏngsŏng (2023).
En octobre 2023, il est choisi pour incarner le professeur de l'Académie de Daechi-dong, dont il est l'un de ses anciens étudiants, dans le but de conquérir le cœur d'une enseignante, son ancienne camarade — interprétée par Jung Ryeo-won, dans la série mélodramatique The Midnight Romance in Hagwon (2024).

## Filmographie

### Cinéma

#### Longs métrages
- 2015 : Coin Locker Girl (en) (차이나타운) de Han Jun-hee : Woo-gon, jeune
- 2015 : Bad Guys Always Die (en) (나쁜놈은 반드시 죽는다) de Hao Sun : Cha Myeong-ho
- 2016 : Eclipse (커터) de Jeong Hee-seong : Jeong-tae
- 2017 : Park Yeol (박열) de Lee Joon-ik : un jeune prisonnier coréen
- 2017 : The Chase (반드시 잡는다) de Kim Hong-seon : Na Jeong-hyeok, jeune
- 2018 : Gonjiam: Haunted Asylum (곤지암) de Jeong Beom-sik : Ha-joon
- 2019 : Miss & Mrs. Cops (걸캅스) de Jung Da-won : Jeong Woo-joon
- 2021 : Midnight Silence (미드나이트) de Kwon Oh-seung : Do-sik

#### Courts métrages
- 2012 : Peace in Them : Ji-hwan[1]

### Télévision

#### Téléfilm
- 2021 : Shark: The Beginning (샤크: 더 비기닝) de Chae Yeo-joon : Jeong Do-hyeon[9]

#### Séries télévisées
- 2016 : Goodbye Mr. Black (en) (굿바이 미스터 블랙) : Ha-joon (20 épisodes)
- 2017-2018 : My Golden Life (en) (황금빛 내 인생) : Ryoo Jae-shin (52 épisodes)
- 2018 : Something in the Rain (en) (밥 잘 사주는 예쁜 누나) : Yoon Seung-ho
- 2018 : Matrimonial Chaos (en) (최고의 이혼) : Im Shi-ho (32 épisodes)
- 2019 : Romance is a Bonus Book (en) (로맨스는 별책부록) : Ji Seo-joon (16 épisodes)
- 2020 : 18 Again (18 어게인) : Ye Ji-hoon (15 épisodes)
- 2020 : Soul Mechanic (en) (영혼수선공) : Oh Yoo-min (2 épisodes)
- depuis 2021 : Squid Game : (오징어 게임) : Hwang Jun-ho
- 2021-2022 : Bad and Crazy (배드 앤 크레이지) : K
- 2022 : Little Women (작은 아씨들) : Choi Do-il
- 2023 :  The Worst of Evil (최악의 악) : Jeong Gi-cheol
- 2023-2024 : La Créature de Kyŏngsŏng  (경성크리처) : Kwon Joon-taek
- 2024 : The Midnight Romance in Hagwon (en) (졸업) : Lee Joon-ho